# Toma de las Flecheras
La toma de las Flecheras fue una acción ocurrida el 6 de febrero de 1818 cerca de la ciudad de San Fernando de Apure, durante la campaña del Centro. 

## Batalla

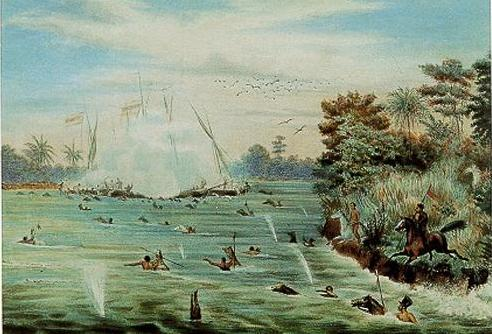
Batalla.

El Ejército Libertador se hallaba en la orilla sur del río Apure con 4000 hombres, esperando la llegada de la escuadrilla que navegaba por el Orinoco para cruzar el río y atacar a Pablo Morillo en Calabozo. Del otro lado del río y defendiendo el paso de Diamante (de 700 metros de ancho), se encontraba una guarnición española de 650 hombres y varias flecheras artilladas. José Antonio Páez propuso y recibió la autorización de Simón Bolívar para capturar las flecheras enemigas y así acelerar el cruce del río.
Páez seleccionó a 50 de sus mejores lanceros llaneros de su Guardia de Honor, y los organizó en dos columnas que puso a las órdenes de los tenientes coroneles José de la Cruz Paredes y Francisco Aramendi, quienes se lanzaron al río en sus caballos y cruzaron nadando ante la vista confundida de los españoles. Tras un corto combate las naves fueron tomadas sin ninguna baja y los patriotas cruzaron con ellas el río; el resto del cruce fue efectuado sin la oposición de la guarnición española, que se retiró. Ha sido una de las pocas veces en la historia en que embarcaciones han sido tomadas por caballería.